# Навон, Гад

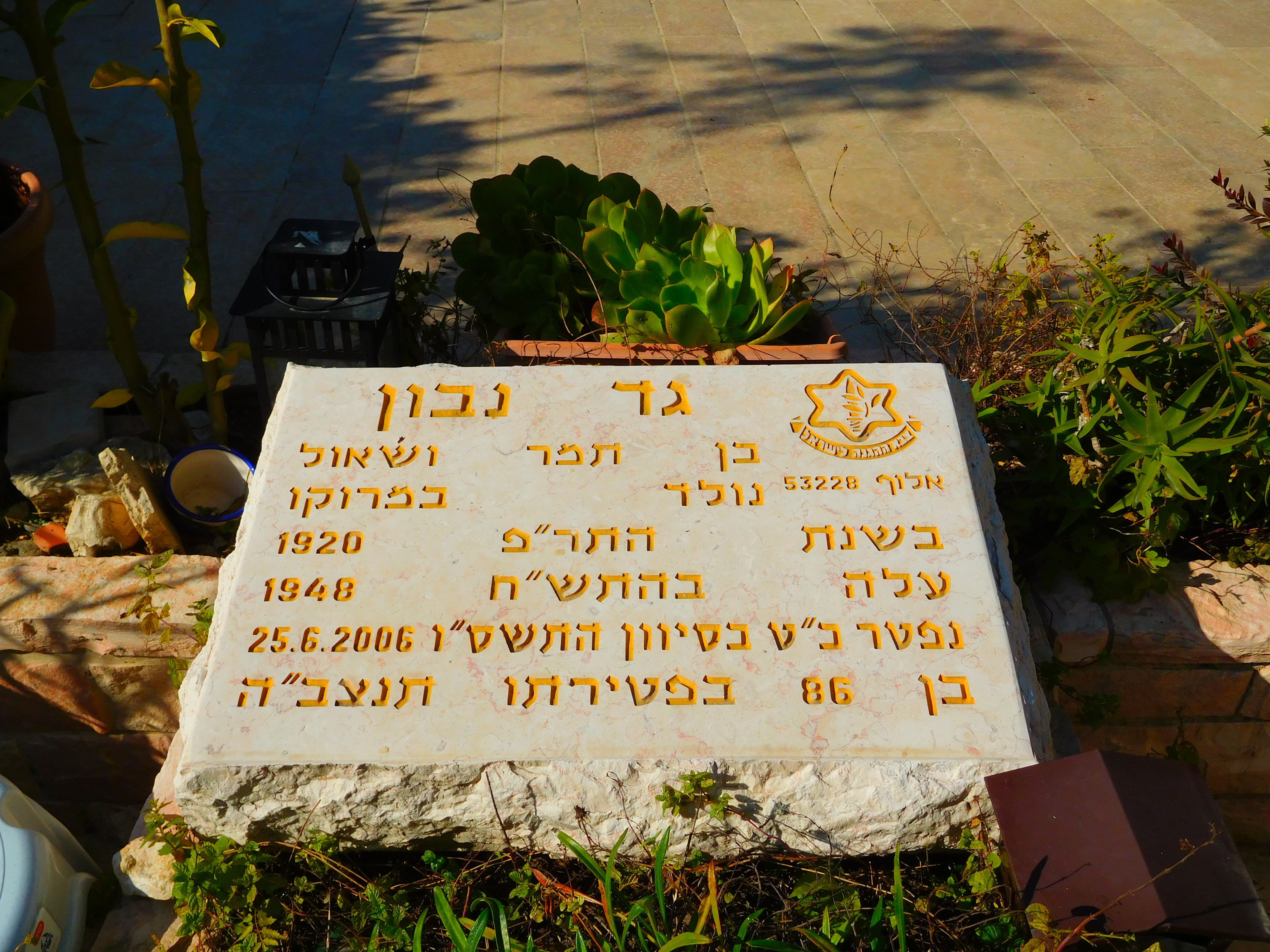
Могила раввина Гада Навона, гора Герцля

Гад Навон (ивр. גד נבון‎, 1 января 1920 — 25 июня 2006) — третий главный военный раввин Армии обороны Израиля.

## Биография
Мимун Фахима (позже Гад Навон) родился в Марокко. Там он был рукоположен в сан раввина после завершения изучения всего Талмуда. Он участвовал в нелегальной иммиграции евреев в Палестину, бросая вызов британскому колониальному правительству, и был отправлен во Францию от имени сионистского движения. В 1948 году он репатриировался в Израиль, служил бойцом бригады «Негев» Пальмаха и был назначен капелланом бригады. 

## Раввинская и военная карьера
В 1950 году он был назначен капелланом Южного военного округа, а затем — Северного округа. В 1965 году он был членом военного трибунала под руководством раввина Шломо Горена. Во время Шестидневной войны он был капелланом Северного военного округа, имея звание подполковника. В июне 1971 года, с выходом на пенсию генерал-майора раввина Шломо Горена, он был назначен заместителем главного военного раввина Мордехая Перона и повышен до бригадного генерала. 
В феврале 1977 года он был назначен третьим главным военным раввином и произведён в генерал-майоры. За время его пребывания в должности произошёл постепенный переход военных капелланов из должностей религиозных офицеров в должности военных раввинов. Он также основал курс военных раввинов; и в дополнение к стандартному сержанту-капеллану, присутствовавшему в каждом резервном батальоне, он ввёл должность военного раввина на уровне батальона.
Раввин Навон опубликовал галахические труды по вопросу идентификации павших солдат, и во время его пребывания в должности технологические средства идентификации получили большее доверие. До мая 2000 года он занимал пост главного военного раввина.
Он был членом Института Мориа в организации масонов. Он умер в возрасте 84 лет и был похоронен на военном кладбище на горе Герцля.